# Ben Westbeech
Ben Westbeech (Bristol, 12 maggio 1981) è un produttore discografico e disc jockey britannico.
Ha ottenuto un grande successo in alcuni paesi dell'Europa grazie al singolo Something for the Weekend, pubblicato il 30 agosto 2011. Il singolo è stato tratto dal suo secondo album, There's More to Life Than This, uscito il 12 settembre 2011 sotto l'etichetta della Strictly Rhythm. Ha inoltre prodotto sotto il nome di "Breach", producendo il singolo "Jack".

## Biografia
Ben Westbeech diede un CD contenente il suo primo singolo So good today per un'amica a Londra. Due mesi dopo lei lo passò a Gilles Peterson che lo modificò. Ciò portò a Ben a firmare un contratto con la Brownswood Recordings per la nuova etichetta di Gilles Peterson. Il suo album di debutto Welcome to the Best Years of Your Life è stato pubblicato nel marzo 2007.
In seguito è apparso al programma televisivo britannico Later... with Jools Holland, affiancato da Paul McCartney e Björk. È anche apparso nel video musicale Squeeze Me del gruppo Kraak & Smaak dell'album intitolato Plastic People, uscito nell'aprile 2008.

## There's More To Life Than This(2009-2011)
Più di recente, è apparso nel brano I can see, che è stato il singolo principale dell'album del gruppo tedesco Jazzanova intitolato Of all the things, uscito nel gennaio 2009 su etichetta Universal Music. Ben Westbeech ha anche cantato nella canzone Shame, per i DJ Marky & Intelligenza Artificiale. Ben Westbeech attualmente sta lavorando con il cantante inglese Professor Green (che sta producendo materiale per il suo nuovo disco) Kutz (Soul Jazz), Redlight (Lobster Boy) e Rusko (Mad Decent).
Successivamente, nel 2009, sotto suggerimento della casa Strictly Rhythm suggerisce a Ben di registrare qualcosa per loro. Reinvigorato dalla nuova sfida, nel 2011 ha iniziato a lavorarci, e a pochi mesi dalla linea dei tempi, ha sviluppato il suo secondo album, intitolato There's More To Life Than This. Il disco dispone di una impressionante partecipazione di collaboratori tra cui: Anima Clap, Henrik Schwarz, MJ Cole, Motor City Drum Ensemble e Georg Levin. Ben Westbeech lo descrive come house ispirata, piuttosto che house propriamente detta. Il primo singolo ad essere stato estratto è Something for the Weekend pubblicato il 30 agosto 2011. L'Album di Ben Westbeech, There's More To Life Than This, è stato pubblicato il 12 settembre 2011. Il secondo singolo Falling è stato messo in commercio il 1º marzo 2012 con il remix di Le 2 Orsi, Deetron, e Dark Sky.

## Discografia

### Singoli
- Get Closer (12")
- So Good Today
- So Good Today (Domu Remixes) (12", Promo)
- So Good Today (Osunlade Remixes)
- So Good Today / Beauty
- Dance with Me (MJ Cole / Switch Remixes)
- Hang Around (Remixes)
- Hang Around / Pusherman (7", W/Lbl)
- Something for the Weekend
- Falling (Strictly Rhythm)
- Jack (sotto il nome di Breach)

### Album
- 2007 - Welcome to the Best Years of Your Life
- 2011 - There's More to Life Than This